# Trigonoderinae

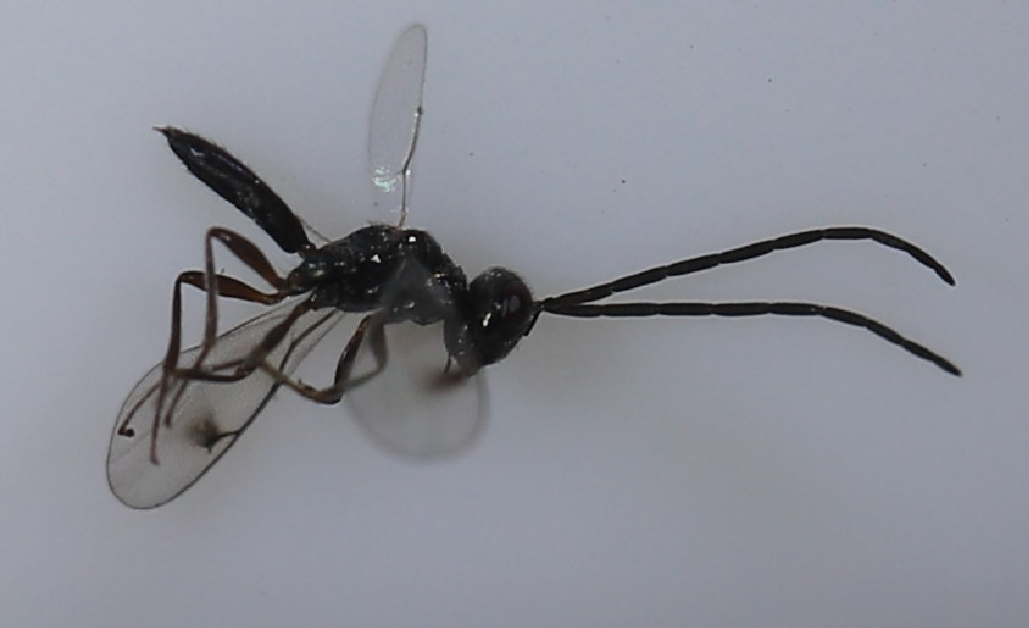
Trigonoderus cyanescens ♂

Die Trigonoderinae bilden eine Unterfamilie der Erzwespenfamilie Pteromalidae.
Das Taxon geht auf den tschechischen Entomologen Zdeněk Bouček zurück, der im Jahr 1964 die Tribus Trigonoderini einführte. Die Typusgattung ist Trigonoderus Westwood, 1832. Burks et al. (2022) erhoben die Tribus zur Unterfamilie Trigonoderinae.

## Merkmale
Die Vertreter der Trigonoderinae unterscheiden sich von den anderen Erzwespen der Pteromalidae aufgrund ihres langen und großen Körpers in Kombination mit dem Vorhandenseins vollständiger Notauli und einer klar erkennbaren frenalen Grube (bei Platygerrhus nach hinten verschoben). Burks et al. (2022) beschreiben die Unterfamilie Trigonoderinae anhand folgender morphologischer Eigenschaften. Die Fühler besitzen 12 Geißelglieder. Die Mandibeln sind häufig groß, jedoch nicht gekrümmt. Die Scapula (Schultern) sind aufgrund des schmalen Pronotum vorne freigelegt. Die Axilla sind kaum hervortretend. Die Axillula sind gewöhnlich nicht vergrößert. Falls sie doch vergrößert sind, wie bei Plutothrix, dann sind sie nicht konvex. Der Petiolus ist einfach, gewöhnlich quer und schwierig zu erkennen.

## Lebensweise
Die Erzwespen der Trigonoderinae sind bekannt als Parasitoide holzbewohnender Käferlarven, darunter Borkenkäfer.

## Innere Systematik
Gemäß der Taxonomie von Burks et al. (2022) gehören zu den Trigonoderinae folgende Gattungen:
- Erdoesia Bouček, 1957
- Eutelisca Hedqvist, 1968
- Gastracanthus Westwood, 1833
- Janssoniella Kerrich, 1957
- Miscogasteriella Girault, 1915
- Neolelaps Ashmead, 1901
- Ogloblinisca Hedqvist, 1968
- Platygerrhus Thomson, 1878
- Plutothrix Foerster, 1856
- Trigonoderus Westwood, 1832

## Auswahl an Arten
- Plutothrix trifasciata
- Trigonoderus cyanescens